# Swainsboro
Swainsboro – miasto w Stanach Zjednoczonych, w stanie Georgia, siedziba administracyjna hrabstwa Emanuel.